# Primitivo Artigas y Teixidor
Primitivo Artigas y Teixidor (Torroella de Montgrí, 26 de noviembre de 1846 - Madrid, 1910 ) fue un ingeniero forestal español. 
Profesor de la escuela de montes, destacó por sus trabajos sobre la industria corchera y sobre la fijación de dunas con plantaciones vegetales. Logró fijar las dunas ampurdanesas que amenazaban cultivos en los términos de La Escala y de Torroella de Montgrí. Estas dunas tenían aproximadamente unas 342 ha de extensión y 11 km de longitud. Fue presidente de la Real Sociedad Española de Historia Natural en 1899.

## Publicaciones
- Los torrentes de Barcelonnette (Bajos Alpes). Madrid: Imp. de Moreno y Rojas. 1881.
- Reseña crítica relativa a la obra intitulada "Le chêne liège en Algérie", par M. Lamey. Madrid: Imp. de Moreno y Rojas. 1881.
- Breve reseña crítica relativa a la obra intitulada "Notas sobre los alcornocales y la industria corchera de la Argelia" por D. José Jordana y Morera.... Madrid: Imp. de Moreno y Rojas. 1884.
- Memoria relativa a la excursión verificada por los alumnos de tercer año de la Escuela Especial de Ingenieros de Montes a los montes públicos, dunas y alcornocales de la provincia de Gerona por el verano de 1882. Madrid: Imp. de Moreno y Rojas. 1885.
- La fiesta del Ramio en Torroella de Montgrí. Madrid: Imp. de Moreno y Rojas. 1886.
- Reseña geográfica y estadística de España : un tomo en folio de 1368 páginas, precedido de un prólogo y con un mapa de la Península. Madrid: Imp. de Moreno y Rojas. 1888.
- Noticia sobre el alcornoque y la industria corchera. Madrid: Imp. de Moreno y Rojas. 1888.
- Selvicultura o Cría y cultivo de los montes. Madrid: Imp. de Moreno y Rojas. 1890.
- Alcornocales é industria corchera. Madrid: Imp. de Ricardo Rojas. 1895.
- Trabajos hidrológico forestales. Madrid: Ricardo Rojas, Imp. 1901.
- «Noticia necrológica de Don Máximo Laguna y Villanueva». Anales de la Sociedad Española de Historia Natural (Madrid) XXX: 312-320. 1902.
- Alcornocales e industria corchera. Madrid: Imprenta Alemana, Fuencarral, 137. 1907.
- Fijación y repoblación de las dunas procedentes del Golfo De Rosas. Madrid: Imprenta de Ricardo Rojas. 1908.